# Liste de films d'horreur avec des arachnides
Liste de films d'horreur, par ordre chronologique, mettant en scène des arachnides (araignées, scorpions...)

## Araignées

### Invasion d'araignées (ni géantes ni mutantes)
- 1975 : Crocs Mortelles (Spiders attack Plane), de Lee Oxford
- 1977 : L'Horrible Invasion (Kingdom of the Spiders), de John 'Bud' Cardos avec William Shatner et Woody Strode
- 1977 : Tarantula: Le cargo de la mort (Tarantulas: The Deadly Cargo), de Stuart Hagmann
- 1990 : Arachnophobie (Arachnophobia), de Frank Marshall
- 2023 : Vermines (Vermines), de Sébastien Vaniček

### Araignées géantes
- 1953 : Mesa of Lost Women (en), de Ron Ormond (en) et Herbert Tevos
- 1955 : Tarantula ! (Tarantula), de Jack Arnold
- 1958 : Earth vs. the Spider, de Bert I. Gordon
- 2000 : Spiders, de Gary Jones
- 2001 : Arachnid, de Jack Sholder
- 2001 : Spiders 2 : Breeding Ground, de Sam Firstenberg
- 2002 : Arac Attack, les monstres à 8 pattes (Eight Legged Freaks), d'Ellory Elkayem
- 2003 : Arachnia, de Brett Piper
- 2011 : Spiders 3D, de Tibor Takács
- 2012 : Arachnoquake, de Griff Furst
- 2014 : Le Labyrinthe de Wes Ball (les "griffeurs" sont arachnoïdes).
- 2020 : Abyssal Spider de Joe Chien

#### Araignées géantes extra-terrestres
- 1970 : La Découverte non-splendide, de Dave Power ( France)
- 1975 : The Giant Spider Invasion, de Bill Rebane ( États-Unis)

### Araignées modifiées génétiquement (non géantes)
- 1996 : Plus grand que nature (Larger Than Life), d'Ellory Elkayem
- 2003 : Creepies, de Jeff Leroy
- 2005 : Creepies 2, de Jeff Leroy

### Araignées utilisées comme arme
- 1976 : Kiss of the Tarantula, de Chris Munger

### Autres
- 1997 : Starship Troopers, de Paul Verhoeven avec Casper Van Dien
- 2004 : Starship Troopers 2, de Phil Tippett
- 2008 : Starship Troopers 3, de Edward Neumeier
- 2012 : Starship Troopers : Invasion de Shinji Aramaki

## Scorpions

### Scorpions géants
- 1957 : Le Scorpion noir (The Black Scorpion), d'Edward Ludwig (scorpions géants)
- 2003 : Bugs : l'armée des scorpions géants, de Joseph Conti (téléfilm)
- 2005 : Stinger, de Martin Munthe
- 2006 : Scorpius Gigantus, de Tommy Withrow
- 2010 : Le Choc des titans (Clash of the Titans) de Louis Leterrier ( États-Unis)
- 2010 : Deep Water (Amphibious 3D) de Brian Yuzna

### Scorpions modifiés génétiquement (non géants)
- 2001 : Tail Sting, de Paul Wynne